# Белые ночи (марафон)

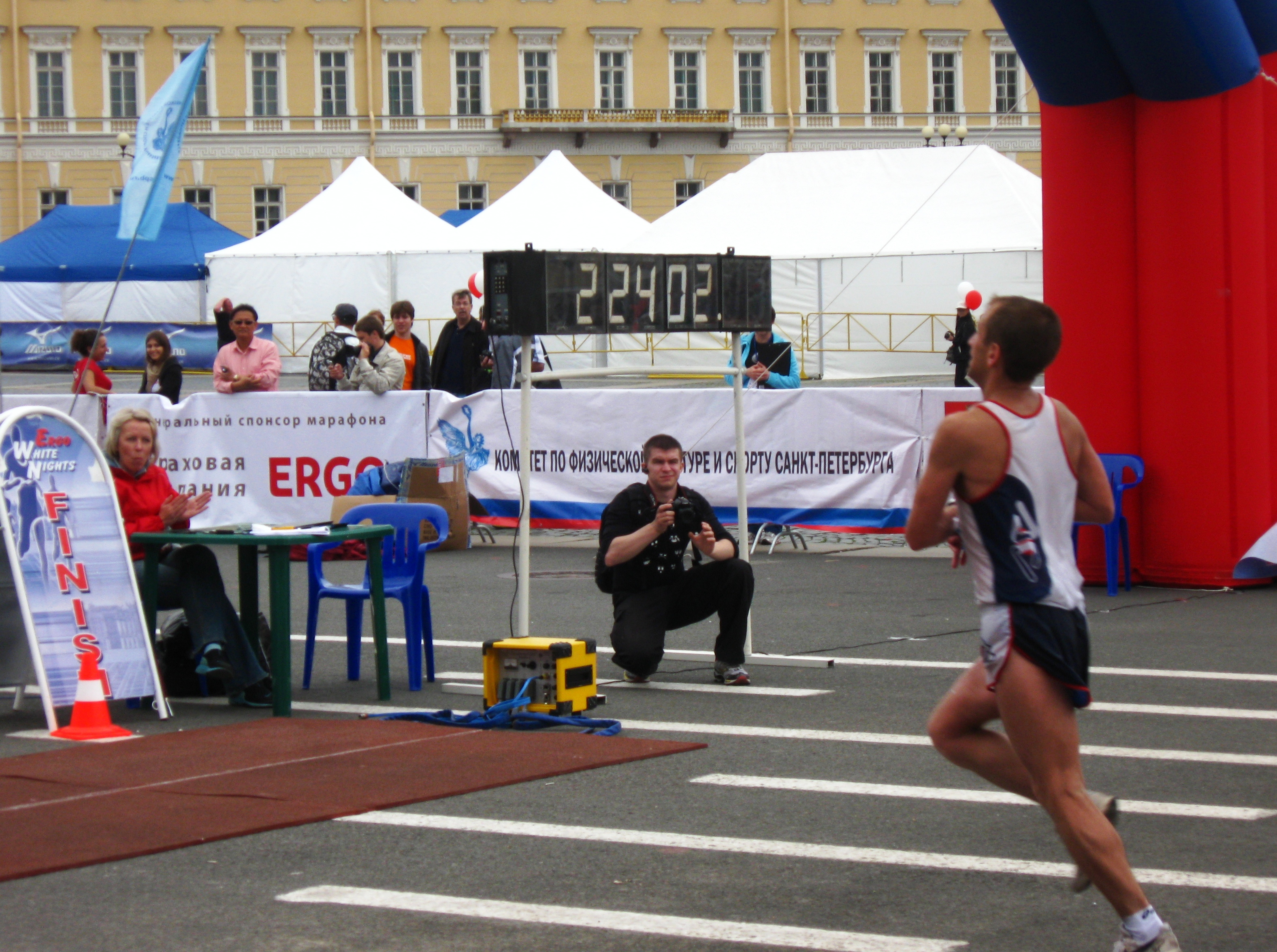
Олег Княгин (Киров) финиширует на марафоне Белые ночи 2011

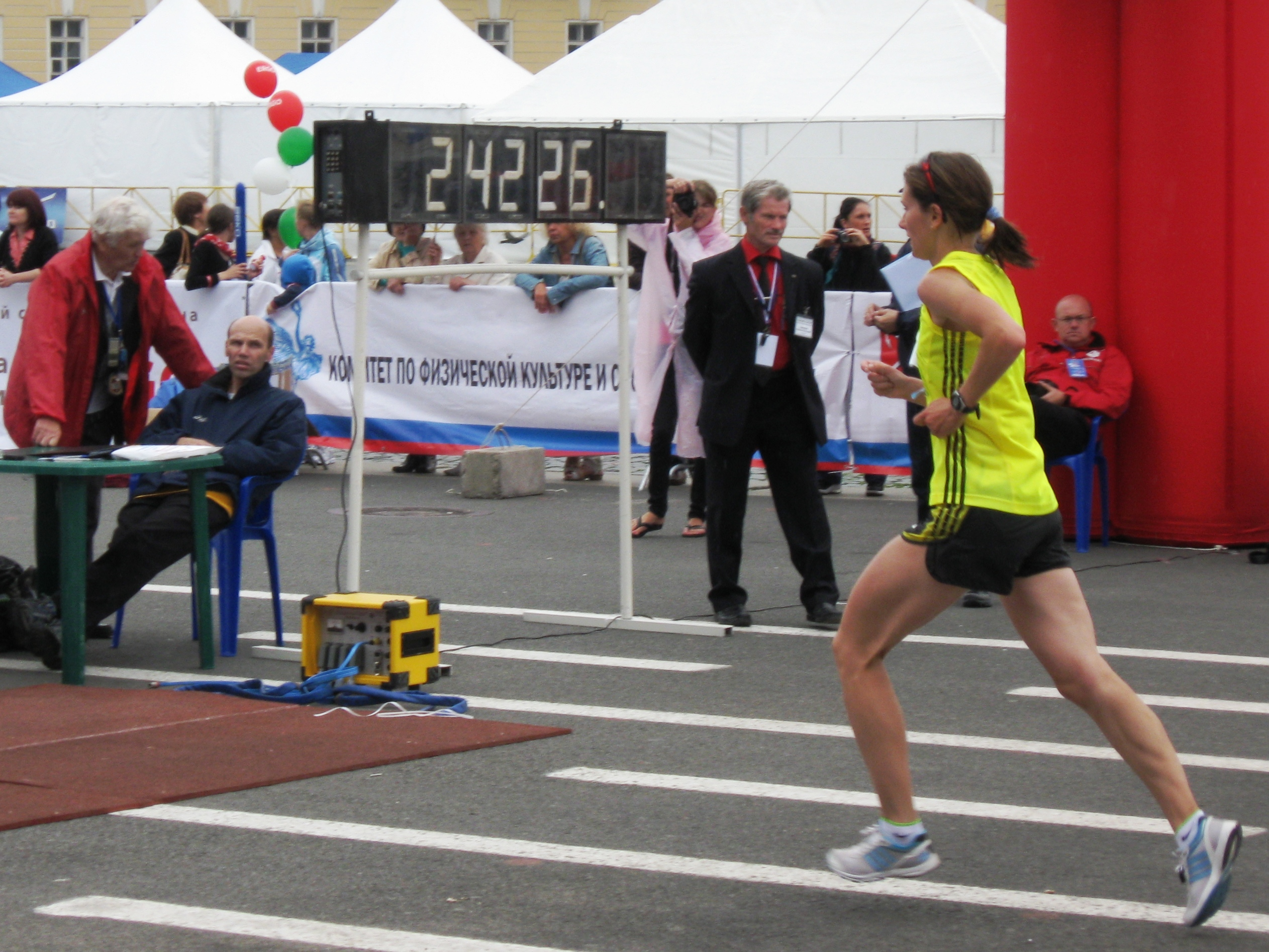
Вера Трубникова (Новосибирск) финиширует на марафоне Белые ночи 2011 (второе место среди женщин)

Международный марафон «Белые ночи» — ежегодный марафон в Санкт-Петербурге, основной марафон Северо-Запада России. Один из четырёх российских марафонов — членов Ассоциации международных марафонов и пробегов, по количеству финишировавших марафонцев в 2013 году занимает второе место (первое у Московского, третье — у Сибирского марафона).

## История
Впервые марафон «Белые ночи» был проведен в Ленинграде в 1990 году. Первоначально марафон задумывался как ночной, бегуны стартовали в 23:00 и финишировали уже на следующий день утром. Затем много лет марафон «Белые ночи» проводился в воскресное утро (в 2017 году старт марафона был в 8:00). С 2023 года старт забега вновь перенесен на вечер (в 2024 году участники будут стартовать в 22:00). Лимит времени для преодоления марафона — 6 часов.

## Трасса
До 2024 года трасса марафона была проложена одним кольцом по центральной части города на фоне всемирно известных памятников архитектуры: Исаакиевский собор, Медный всадник, Стрелка Васильевского острова, Петропавловская крепость, Ботанический сад, БДТ, Невский проспект, Александро-Невская Лавра и др. Начиная с 2024 года старт и финиш забега стали находиться в разных местах: маршрут марафона начинается около «Газпром Арены» и завершается на Дворцовой площади.

## Результаты
1996
VII международный марафон «Белые ночи» состоялся 22 июня 1996 года. В забеге, стартовавшем на Дворцовой площади, участвовали легкоатлеты из 87 стран мира.
2011
XXII международный марафон «Белые ночи» состоялся 26 июня 2011 года. Марафонскую дистанцию завершили 977 человек, дистанцию 10 км — 830 человек. Первые два места в марафоне заняли спортсмены из Марокко, проживающие в Испании: Абдулах Таграфт (Abdellah Taughafet) и Хасан Ахагур (Hassane Ahouchar) — их время 2:14.12 и 2:14.15, соответственно. Третьим финишировал известный российский марафонец из Токсово Сергей Лукин, с результатом 2:16.48. Среди женщин победила Алевтина Иванова из Йошкар-Олы, 2:38:26.
2012
XXIII международный марафон «Белые ночи» состоялся 1 июля 2012 года. Марафонскую дистанцию завершили 1170 человек, 10 км — 987 человек. Победителем марафона в 2012 году стали серебряные медалисты 2011 года: среди мужчин Хасан Ахагур, среди женщин — Вера Трубникова. Кроме того, Вера Трубникова установила рекорд трассы — 2:35.35. В рамках марафона был разыгран Кубок России по марафонскому бегу — его обладателем стали Андрей Миняков и Вера Трубникова.
2013
XXIV Международный марафон «Эрго Белые ночи» состоялся 30 июня 2013 года. На старт марафона вышли представители 40 стран мира. Марафон в очередной раз обновил рекорд по количеству финишировавших участников. Дистанцию 42 км 195 м закончили 1400 участников (1207 мужчин и 193 женщины). На дистанции 10 км финишировали 1607 участников. У мужчин на дистанции марафона победил кениец Петер Куалир (Peter Naibei Kwalir), 2:14.30, у женщин — россиянка Татьяна Белкина с результатом 2:44.56. На дистанции 10 км отличились спортсмены Санкт-Петербурга: Артур Бурцев — 31.02 и Юлия Чиженко — 33.53.
2014
XXV Международный марафон «Эрго Белые ночи» состоялся 29 июня 2014 года. На Дворцовой площади на старт марафона на 2 дистанциях вышло более 5 тысяч участников. В результате финиша марафонскую дистанцию закончили 2184 участника (1845 мужчин и 339 женщин). Новый рекорд был установлен и на дистанции 10 км — 2531 участник. Всего на 2 дистанциях финишировали 4715 участников. На дистанции 42 км 195 м среди мужчин победу одержал Саломон Кибет Барнетуни (Salamon Barngetung), Кения, результат 2:16.12. у женщин победила Татьяна Белкина (Россия, Екатеринбург) 2:40.49. На дистанции 10 км у мужчин победили спортсмены Санкт-Петербурга Артур Бурцев и Юлия Чиженко.
2015
28 июня в XXVI Международном марафоне «Белые ночи — 2015» приняли участие более 11 тысяч человек из 54 стран. Победителем марафона стал Михаил Быков с результатом 2:20.32. Победитель на дистанции 10 км — Артур Бурцев с результатом 30.24.
2016
В 2016 году на дистанции 42 км 195 м стартовало около 4 000 спортсменов, на дистанции 10 км стартовало 6 000 участников. Победителями марафона стали спортсмены из Самарской области Юрий Чечун (Тольятти) и Надежда Лещинская (Тольятти), которые, несмотря на аномальную жару, показали высокие результаты, соответственно 2:20.27 и 2:39.57.
2017
XXVIII Международный марафон «Триколор ТВ Белые Ночи» состоялся 9 июля 2017 года.

##### Призы
Заработок победителя марафона в 2013 году составил 200 тысяч рублей призовых.